# Senyera del País Valencià
La senyera del País Valencià és actualment la tradicional senyera de la ciutat de València, la Reial Senyera, com assenyala l'article 4 de l'Estatut valencià. També és coneguda com a Senyera Tricolor, Reial Senyera Coronada o Senyera amb blau.
En origen, aquesta era la bandera local de la ciutat de València i des de 1982, després d'un llarg conflicte identitari, es va convertir en la bandera oficial del territori administrat per la recent creada comunitat autònoma regida per la Generalitat Valenciana.

## Vexil·lologia
Segons l'article 4.1 de l'Estatut d'Autonomia valencià, la bandera és «la tradicional Senyera composta per quatre barres roges sobre fons groc, coronades sobre franja blava vora el pal.» 
No hi té fixades unes proporcions oficials, però s'utilitzen de facto dues formes, de 2:1 i de 3:2. Es considera que la primera forma és la tradicional, s'utilitza sobretot en edificis de gran simbolisme històric i en cotes altes i, per tant, el seu ús és de més solemnitat. La segona forma, en canvi, és d'ús general i comú, probablement per mimetisme amb la forma 3:2 de les banderes d'Espanya i de la Unió Europea les quals, juntament amb la senyera, s'utilitzen a les façanes dels edificis governamentals del País Valencià. Aquest costum de proporcions diferents té com a origen l'ús que es feia amb la bandera del Consell del País Valencià, en què especificava en quins casos s'havia d'emprar una grandària o una altra.
La versió simplificada de la Senyera valenciana són les quatre barres amb només una franja blava vertical, i sorgeix en eliminar d'aquesta la corona que la caracteritza. Es representa sense la franja roja vertical, ja que aquesta forma part també de la corona. El seu ús és comú en formularis, cartells, indicadors, i altres representacions visuals en les quals és complicat mostrar la senyera en tota la seua complexitat lineal.

## El tardofranquisme i laTransició: el conflicte al voltant de la Senyera
El valencianisme de postguerra, molt afeblit per la desfeta i la situació política, es va refugiar en àmbits culturals, bàsicament al voltant del grup Torre i l'editorial del mateix nom, on es van forjar la major part d'aquesta generació de valencianistes. A finals dels anys 50, però, van aparèixer certes divergències al grup sobre l'àmbit nacional valencià, les quals van culminar amb la publicació en 1962 de Nosaltres els valencians, de Joan Fuster, una proposta renovadora que trencava completament amb els plantejaments nacionals del valencianisme republicà, i també amb l'antiga bandera nacionalista, ja que segons creia Fuster, els valencianistes de preguerra en el tema de la bandera no sabien el que es feien. Així doncs, mentre el nou valencianisme fusterià anava penetrant als àmbits socials més polititzats, com ara la Universitat, les senyeres quadribarrades començaven a aparèixer a les primeres manifestacions polítiques antifranquistes, mentre la Senyera Coronada quedava relegada per una banda a l'esquifit valencianisme continuista, i per l'altra a les manipulacions folklòriques i regionals del franquisme, dos sectors que a la Transició confluirien en el denominat blaverisme.
Tot i així, ambdós símbols convivien a la ciutat de València en esdeveniments socials i esportius importants com la celebració per la victòria del València C.F. en la lliga de 1971, o, ja arribada la Transició, a la manifestació del 9 d'octubre de 1977 sota el lema Ara, volem l'Estatut, on milers de persones van participar portant Senyeres amb blau i sense. Tanmateix, aquest va ser el punt d'inflexió, i aquest mateix any l'associació Lo Rat Penat publicava un fullet anònim ple d'incorreccions històriques sobre La senyera valenciana defensant que històricament la Senyera Coronada havia estat la del Regne de València.

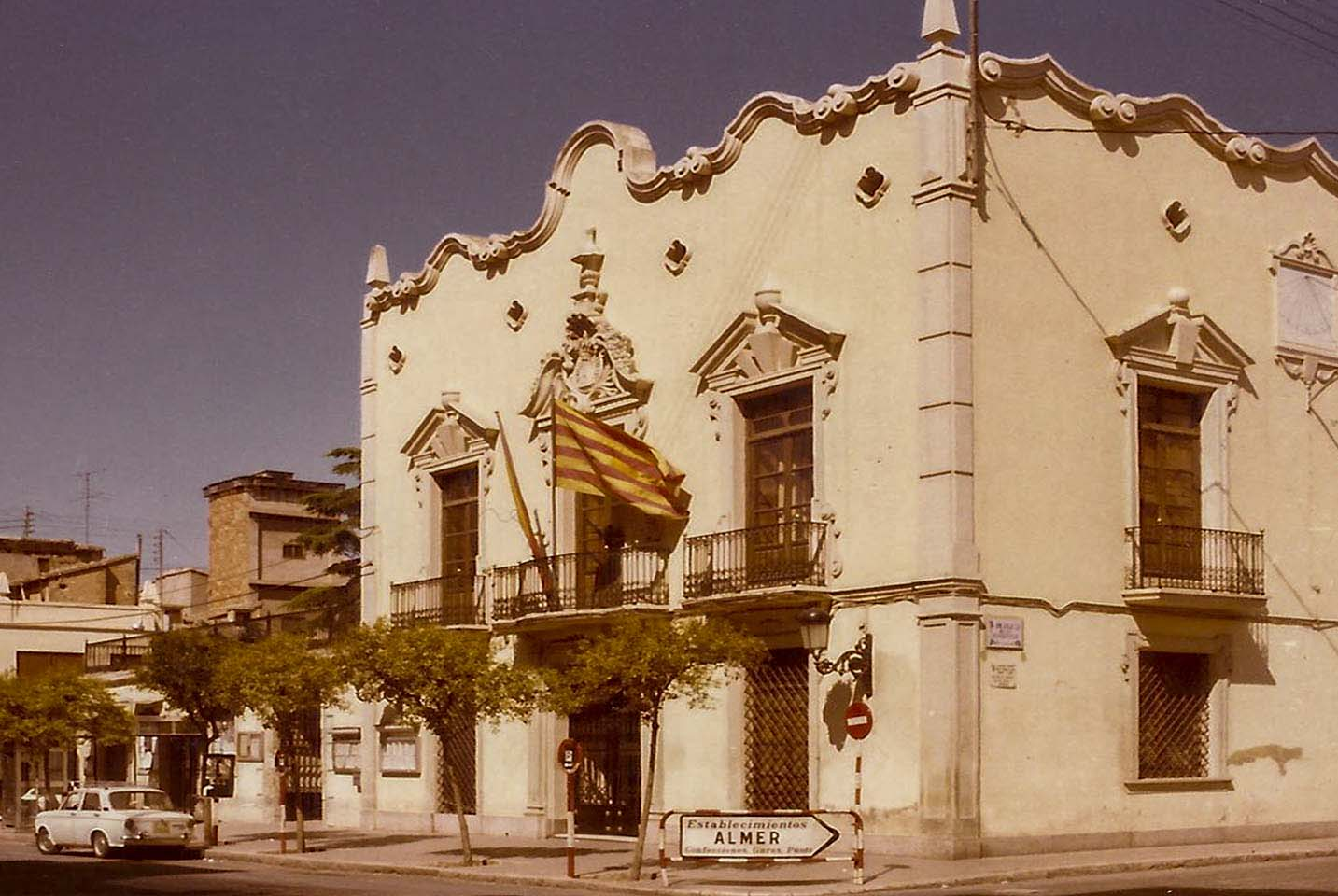
Senyera al Castell dels Cabanyelles, 13-07-1981

En abril de 1978 el Consell del País Valencià, amb majoria socialista, va adoptar la Senyera sense blau com a bandera oficial de l'ens, amb l'escut valencià al bell mig, i es va hissar al balcó de l'Ajuntament de València juntament amb la bandera espanyola i amb la Senyera Coronada com a bandera de la ciutat. La reacció de la dreta va ser violenta, i el regidor per la UCD de València, Rafael Orellano va idear la forma de calar foc a la senyera valenciana durant els actes institucionals del 9 d'octubre de 1979; Orellano havia estat poc abans fundador del Grup d'Acció Valencianista, un grup d'ultradreta caracteritzat per la violència i l'extremisme. La batalla pels símbols estava en el moment més àlgid.
Quan a finals d'aquest mateix any el president socialista Josep Lluís Albinyana va haver d'abandonar el Consell del País Valencià, un dels primers actes del nou president de la UCD, Enric Monsonís, va ser eliminar l'oficialitat de la Senyera del Consell. L'anterior president, Albiñana, posteriorment cedí el 25 d'abril de 2014 a l'Institut Joan Fuster, l'únic exemplar oficial de senyera del Consell del País Valencià, la que onejà a la Generalitat; també declarà públicament que, l'endemà de la seua dimissió, l'ordenança que l'havia arriat per ordre de Monsonís li'l va regalar, i que se'l va guardar perquè «en l'època hi oferien 30 mil pessetes per cada senyera cremada». Hui dia aquest exemplar històric de senyera s'exposa públicament a l'Octubre Centre de Cultura Contemporània.
En aquesta situació d'estancament polític i violència va arribar el moment de negociar la redacció de l'Estatut d'Autonomia. La dreta arribava a la negociació defensant la Senyera Coronada i el nom de Regne de València, mentre l'esquerra defensava la Senyera quatribarrada i el nom País Valencià. Els redactors de l'Estatut nomenats pels diferents partits valencians amb representació parlamentària aplegaren a Benicàssim a una solució de consens quasi salomònica, bandera amb blau, però amb l'escut valencià a la franja en compte de la corona, i el nom País Valencià. El text consensuat es coneix com l'Estatut de Benicàssim. L'endemà la UCD declarava per boca d'Abril Martorell que no reconeixia l'acord signat pels seus representants, i tot va quedar en orris. Quan en 1982 el Congrés dels Diputats va aprovar oficialment l'Estatut d'Autonomia valencià, l'anomenat Estatut de Madrid, la bandera era la Senyera Coronada i el nom Comunitat Valenciana. D'aquesta manera, amb una decisió presa a Madrid, el conflicte sobre els símbols valencians quedà obert i mai es va tancar.

## Història

### Un origen incert i discutit
Malgrat que la concessió de la Senyera del rei a la ciutat de València s'ha atribuït tradicionalment a un privilegi especial de Jaume I, no hi ha cap document que així ho explicite. València, com la resta de viles reials, tenia com ensenya els símbols del monarca perquè pertanyia a ell, és a dir, era part integrant del territori del rei com a senyor feudal. És així com, amb el progressiu procés de desenvolupament de la personalitat jurídica dels municipis arreu de la Corona durant el segle xiii, València i la resta de viles de reialenc degueren adoptar la Senyera Reial com a bandera municipal; posteriorment, amb l'enfortiment de la personalitat municipal, arribarien les particularitzacions simbòliques per gràcia reial. En qualsevol cas, les primeres referències documentals deixen clar que a principis del segle xiv la senyera del senyor rei e de la ciutat era la que seguia la milícia local quan havia de lliurar batalla. Així i tot, la tradicional variabilitat en el nombre de bastons a les representacions medievals de la Senyera ha fet que alguns autors defensen que la Senyera de València tenia en origen únicament dues barres per gràcia de Jaume I.

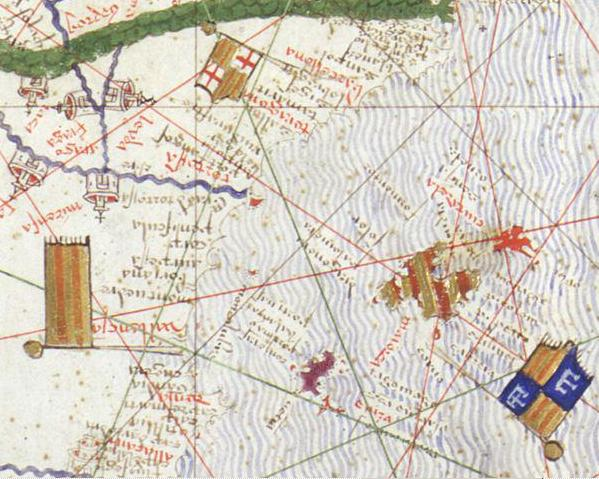
Atles català de Cresques Abraham (1375). La ciutat de València apareix encara representada per una Senyera Reial. Tant la bandera de València com les de Barcelona i Mallorca porten dues barres per qüestions d'espai.

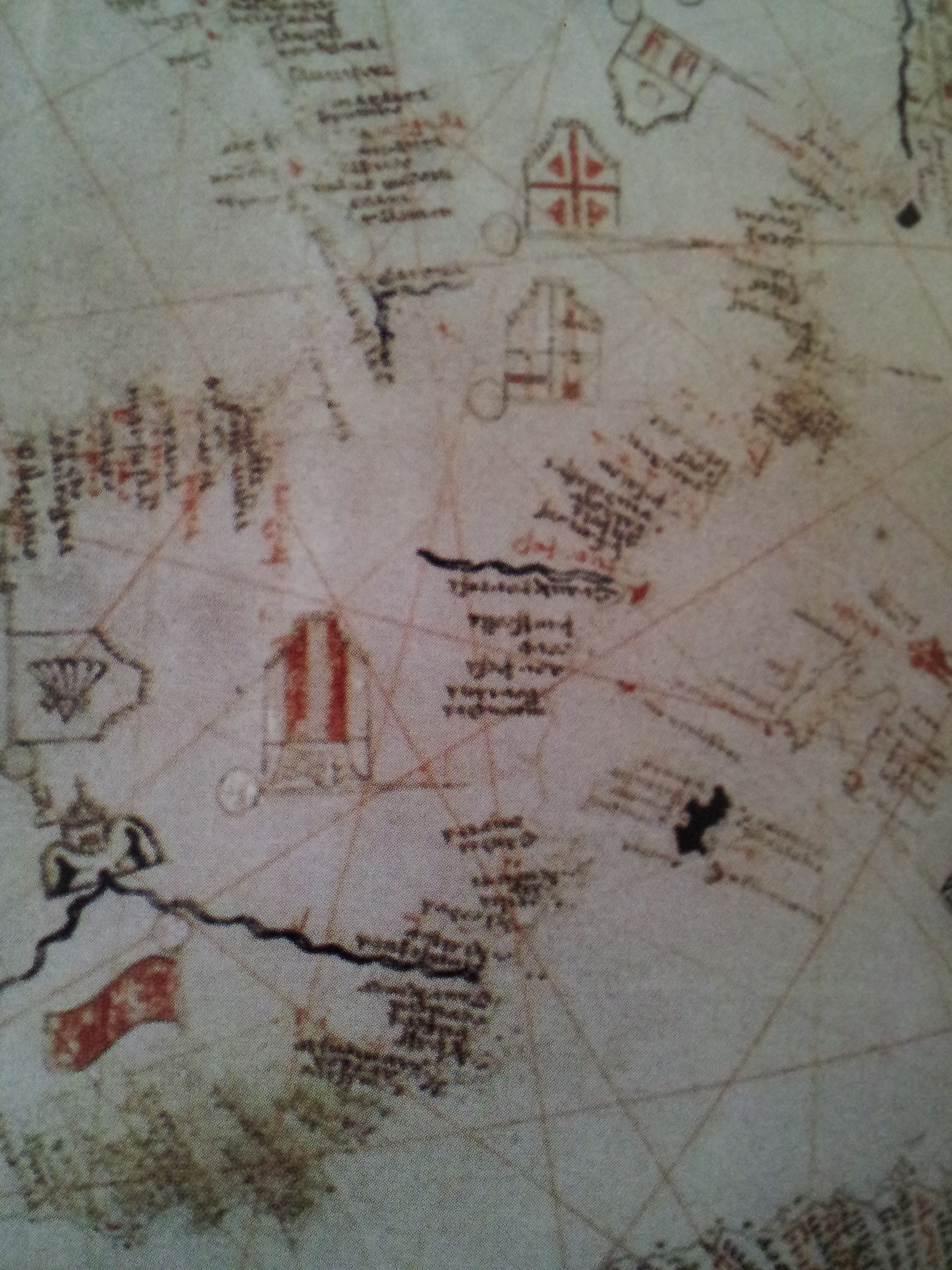
Carta portolana de Macià de Viladestes de 1423, on es presenta València amb una senyera amb corona.

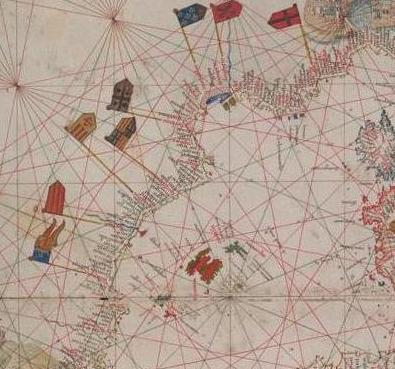
Carta portolana de Gratiosus Benincasa (1473). Senyera bipartida amb franja blava sobre la ciutat de València. Altres banderes sobre Tortosa, Barcelona i Marsella, entre altres ciutats.

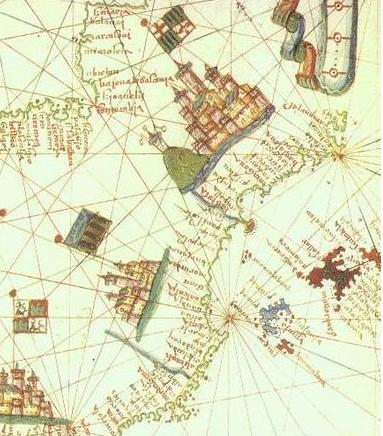
Carta portolana de Joan Martines (1578). Senyera Coronada amb franja blava sobre la ciutat de València. També apareixen la de la ciutat de Barcelona i la del rei de Castella.

Bandera de Borriana. De les mateixes característiques que la de la ciutat de València, aquesta si té un origen clar, concedit per privilegi del rei Pere el Cerimoniós el 1349.

Entre 1356 i 1369 es va produir l'anomenada Guerra dels dos Peres, entre els reis de la Corona d'Aragó i Castella. Durant aquesta guerra la ciutat de València va ser assetjada dues vegades per l'exèrcit del rei castellà, i ambdues va resistir, per això el rei Pere el Cerimoniós va voler recompensar la ciutat amb un privilegi que afegia la corona reial a les seues armes. No s'ha trobat fins ara el document original, però en coneixem l'existència a través d'un acord del Consell de la ciutat que en 1377 va decidir canviar els segells amb l'escut antic sense corona que encara utilitzava l'administració municipal, per uns de nous amb la corona recentment atorgada: «e és cert que·l senyal per los molt alts senyors reys d'Aragó atorgat e confermat a la dita ciutat era e és lur propri senyal de bastons o barres grogues e vermelles. […] al cap subirà sia feta corona per dues raons, la primera car la dita ciutat és cap de regne majorment, e la segona car lo molt alt senyor rey, ara regnant, per son propri motiu e sa mera liberalitat, tenint-se així com fon sa mercè per molt servit de la dita ciutat senyaladament en la guerra de Castella prop passada, specialment en los setges, e pus principalment en lo segon e derrer d'aquells tenguts sobre aquella per lo dit rey de Castella, enadí la dita corona al dit senyal». Hom pot veure com el document parla en tot moment de l'escut de la ciutat, però com que a l'edat mitjana una bandera no és més que un escut o armes posades sobre tela, això ha servit a alguns autors per considerar aquest document com la prova més antiga de l'existència de la Senyera Coronada. No obstant això, no es coneix cap document del segle xiv que parle de la corona afegida a la Senyera, simplement aquest fa referència a l'escut de la ciutat, aplicat als segells i armes municipals.
El següent document conegut que en parla és novament un acord del Consell pel qual es decideix en 1449 fer-ne una nova «attenents [que] la bandera d'or e flama que la ciutat tenia fos squiurada e gastada, per tal proveïren ne fos feta una nova consemblant d'aquella, emperò ab corona». El que el document sembla indicar és que fins ara la bandera de la ciutat continuava essent la del rei, i és en aquest moment quan s'afegeix la corona. Altres autors pensen que el document es refereix a la corona metàl·lica que porta damunt el pal, tot i que precisament a partir del segle XV hi ha nombroses cartes portolanes en què apareix, dins d'una franja de tons blaus, situada al costat de les quatre barres. Així, en les cartes del segle xiv, com les de Dulcert (1339) o Cresques (1375), la ciutat de València s'identifica encara únicament amb les barres reials, sense corona ni franja. La primera carta portolana coneguda en què apareix la corona és la de Macià de Viladesters, de 1413, conservada a la Biblioteca Nacional de París. A partir d'aleshores, nombroses cartes portolanes mostren la corona dins d'una franja normalment blavosa, com les de Vallseca (1439), Roselli (1466), Benincasa (1473) o Martines (1570, 1572 i 1578). No obstant això, algunes altres representacions coetànies continuen mostrant la bandera de la ciutat de València simplement amb les quatre barres reials, com en el cas de les cartes portolanes de Reinel (1485) o Cantino (1502). Recentment, però, hi ha qui ha argumentat que la corona sobre blau que apareix en aquestes cartes seria, en realitat, una convenció gràfica per representar la corona de l'escut, però no una fidel reproducció de la senyera oficial de la ciutat.
D'altra banda, hi ha diversos documents municipals que indueixen a confirmar la presència de la corona sobre la Senyera de València, tal com apareixia representada en la majoria de cartes portolanes. Gràcies als albarans de pagament conservats entre la documentació del Racional, l'oficial reial encarregat de controlar les despeses municipals, sabem que la bandera de la ciutat que s'emprava en la processó de Sant Dionís i en la de Sant Jordi es va refer en diverses ocasions al llarg del segle xvi. En 1503 es confeccionà una bandera nova i en 1545 una altra, que va ser refeta en 1596 a causa d'un incendi produït a la Casa de la Ciutat en 1586, deu anys abans. El document de 1596, en què es descriuen els costos de les teles i els treballs per confeccionar la Senyera, és el que sembla indicar més clarament l'existència d'una corona de tela sobre una franja blava en parlar de «sis alnes un palm y mig de tafatà de mantòs blau pera la asta y corona de dita bandera […] dos terços de palms de setí carmesí y mig palm de setí vert pera la pedreria de la corona […] trenta cinch alnes dos palms de tafatà carmesí doble d'un palm d'ample». Per uns autors les voluminoses mesures de les teles aportades impedeixen que es puga argumentar que el tafetà blau siga pels petits fullatges o llambrequins que pengen de la cimera del pal, representant el mantellet blau amb creu blanca de l'escut reial, mentre que el setí carmesí i verd estaria destinat a les pedres precioses simulades –roges i verdes– que hi ha a la franja roja que separa les quatre barres de la franja blava. Altres autors, per contra, creuen que aquestes teles blaves servirien per folrar el pal i subjectar-hi la bandera, mentre que les altres teles de colors anirien recobrint la corona metàl·lica imitant la pedreria, però mai sobre una franja blava de tela.
Sembla, a més, que és també a principis d'aquest segle xvi quan es popularitzà el nom de Senyera del Rat Penat, cosa que indica que allò que es considerava més important i recognoscible de la Senyera era la cimera del pal. Sabem que en 1545 es feu per primera vegada una cimera d'argent i que en 1587 es va fer completament nova perquè aquella s'havia cremat en l'incendi de l'any anterior, ordenant que es fes lo rat penat que se acostuma a portar en lo cap de la bandera de la present ciutat. En 1596, al mateix temps que es reparava la Senyera, s'aprofità per reduir les dimensions de la cimera del rat penat, situat sobre l'elm o celada de l'escut del rei. En 1638, per al quart centenari de la conquesta, es va fer un nou pal d'argent amb la cimera, la qual segons va demostrar V. Vives Liern és segurament la mateixa que ha arribat fins a nosaltres i encara s'utilitza, ja que s'adequa a les descripcions documentals i pesa exactament el mateix.
Així doncs, hi hagués o no una corona brodada sobre una franja blava en la senyera de València, el que queda clar és que els orígens de la Senyera coronada és un tema políticament conflictiu encara avui. Tanmateix, a l'edat mitjana els territoris (regnes, comtats o principats) no tenien banderes pròpies, ja que eren senyals personals dels reis i de la resta de la noblesa, així com de les ciutats com cossos polítics. Un sector dels autors que han tractat el tema, de tendència blavera, ha intentat demostrar que aquesta bandera privativa de la ciutat era la bandera de tot el Regne de València, argumentant que era una espècie de ciutat estat medieval, bo i justificant-se en la notable influència de la ciutat en els afers del regne, hipòtesi aquesta a què cap historiador del període no dona suport. Així mateix, i pel contrari, un altre sector dels investigadors, de tendència catalanista, ha intentat demostrar que la bandera de la ciutat de València no tenia cap franja blava, plantejant explicacions com les de Pere M. Orts o Pau Viciano segons les quals la corona dins la franja blava hauria estat afegida al llarg del segle xix. La proposta original d'Orts no va tenir en compte els documents esmentats del segle xvi, publicats en 1900 per Vicent Vives Liern, així com els portolans anteriorment esmentats, però posteriorment Pau Viciano ha intentat resoldre aquestes mancances.
De moment, doncs, no sabem amb certesa si la Senyera de València duia una corona sobre una franja blava des del segle xv, com assenyalen les cartes portolanes i semblen indicar els documents esmentats del segle xvi, o bé va continuar sent igual que la Senyera Reial fins al segle xix, com apunten els testimonis literaris, que mai esmenten la corona o la franja. En qualsevol cas, cal deixar clar que la Senyera de València només representa la capital del regne, mentre que la Senyera Reial només ho feia al braç reial, com es pot veure en les pintures de la Sala Nova del Palau de la Generalitat realitzades durant la dècada de 1590, tot representant els braços o estaments de les Corts forals. L'única representació coneguda que englobava al general del regne era l'emblema conjunt dels tres estaments, la Mare de Déu per l'estament eclesiàstic, sant Jordi per l'estament nobiliari i l'Àngel Custodi amb l'escut i la senyera quadribarrada del rei per l'estament reial. I no es pot considerar, com va argumentar Joan Fuster, que el braç reial represente el poble «lliure», perquè únicament representava els interessos de l'oligarquia urbana de les ciutats i viles reials valencianes. Així doncs, la Senyera de València –dugués o no corona i blau des del segle XV– representava només la ciutat, mentre que la Senyera Reial era la del rei de València i tota la Corona d'Aragó. Cap investigador o historiador ha demostrat fins ara que cap bandera representés el conjunt sencer del regne com a cos polític.

### La Senyera de València en època foral

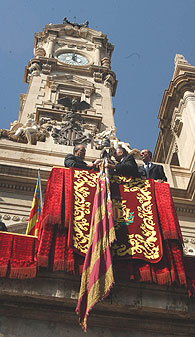
Actualment encara s'acompleix la tradició medieval de no inclinar la Senyera. Processó Cívica de 2005.

L'origen de l'heràldica medieval és identificar els nobles, i les banderes no són sinó la representació de les seues armes en una tela per a la seua identificació al camp de batalla. En aquest sentit, les ciutats i viles reials valencianes van adoptar en principi la bandera del seu senyor, el rei, i no les van personalitzar sinó més tard. Seguir la senyera per part d'un exèrcit feudal implica seguir el senyor que representa, en aquest cas el rei, i Jaume I va establir un fur en què s'ordena als cavallers seguir la bandera de la ciutat o del terme d'allà on residissen i tinguessen dret a ser justícia o jurat, cosa que varen confirmar els seus successors. En el cas de la ciutat de València, quan el rei o els jurats convocaven la milícia ho feien col·locant la Senyera de la ciutat a un lloc públic i visible i fent una crida per seguir-la. Aquesta la custodiava el Racional a la Casa de la Ciutat, que la lliurava al Justícia perquè la portés en la batalla. El Justícia (separat en Justícia Criminal i Justícia Civil en 1321) era un càrrec municipal foral que exercia la justícia com a delegat reial, ja que el rei era l'únic amb capacitat per impartir-la als seus territoris privatius (el reialenc) i, per tant, el Justícia era també l'encarregat de dur la Senyera Reial en representació de la persona del rei quan l'exèrcit feudal havia d'eixir de la ciutat a lliurar batalla. En aquest sentit, sabem que el Justícia va ser qui portà la Senyera Reial en representació del monarca en la primera processó de Sant Dionís del 9 d'octubre de 1338, que commemorava el primer centenari de la conquesta de València. I així ho va fer, durant tota l'època foral, a totes les processons religioses o civils on l'ensenya de la ciutat desfilava.
Existia tot un cerimonial que indicava que la Senyera de València no es podia inclinar mai, ni podia passar per sota d'una porta, per això era costum baixar-la pel balcó de la Casa de la Ciutat, o hissar-la per sobre de les portes de la muralla quan havia d'eixir fora. En 1365 el rei Pere el Cerimoniós va concedir a la ciutat de València un privilegi per crear un cos de cent ballesters amb la finalitat de protegir la Senyera en la batalla, l'anomenat popularment Centenar de la Ploma, que va estar vigent fins a 1707.
Quan la ciutat de València, com altres viles i ciutats, va particularitzar la seua Senyera amb una corona, probablement aquesta va continuar complint el mateix paper que la Senyera Reial, ja que aquesta Senyera Coronada representava a la ciutat de València, però aquesta no deixava de ser una ciutat reial, i com tal tot el que era de la ciutat era del rei. Així és com la Senyera Coronada, senyera municipal i reial alhora, va heretar totes les disposicions de l'anterior com una evolució natural, i el Justícia va continuar portant la Senyera de la ciutat, el Centenar de la Ploma rendint-li els mateixos honors, i es va continuar sense poder-la inclinar.
La primera vegada que hi ha documentada una eixida de la Senyera de València és en 1321 (no s'ha conservat documentació a l'arxiu municipal anterior a 1306), quan encara era únicament una Senyera Reial. Ho va fer per dirigir la milícia local contra el senyor de Riba-roja, i així ho va fer també en nombroses ocasions al llarg de tot el període medieval. Una eixida significativa va ser la de 1412, quan en ple Compromís de Casp el Governador del regne la va treure contra una host de castellans partidaris de Ferran d'Antequera, i després d'una lluita a prop de Morvedre el Governador va morir i els castellans es van fer amb la Senyera. En 1465 eixia de nou la senyera de València dirigint la host ciutadana, dins l'exèrcit reial, per aixafar la rebel·lió de Jaume d'Aragó, senyor d'Arenós. I una altra eixida, ben documentada per Escolano, és quan va anar contra els musulmans revoltats a la serra d'Espadà en 1526.

### Després de la Nova Planta
Després del Decret de Nova Planta de 1707, que abolí els Furs, la Senyera Coronada, com la resta de senyeres forals, va caure en desús, i sembla que va quedar oblidada a una arca en la Casa de la Ciutat. Així, per la proclamació de Lluís I com rei, en 1724, es va utilitzar en substitució de la Senyera ciutadana, emprada en les proclamacions reials des de feia segles, un nou penó blanc en el qual es va brodar la flor de Lis borbònica (actualment es pot observar al Museu d'Història de València), que es va continuar utilitzant per les posteriors proclamacions de Carles III i Carles IV al llarg del segle xviii. En 1738 la Senyera Coronada es va recuperar per la desfilada de commemoració del cinquè centenari de la conquesta, i es va improvisar una reconstrucció de l'abolida milícia del Centenar de la Ploma.
A partir de llavors la Senyera va quedar com un element folklòric i festiu que es va continuar utilitzant sense cap oficialitat per la processó de Sant Dionís, i a partir del segle xix també en altres festes locals com la processó del Corpus, que encapçalava, o com a element històric i decoratiu en visites reials i altres desfilades. És en aquesta època on es modifica i es desplega la corona adoptant la forma actual.

### Un símbol delvalencianisme

Estrelada. Senyera de lluita del nacionalisme valencià des de principis del.

Serà cap a finals del segle XIX quan el moviment cultural de la Renaixença va recuperar la Senyera coronada com a símbol identitari valencià, i tornà a popularitzar-se com a símbol regional. A ciutats com Castelló, els regidors valencianistes demanaren en 1908 que es fes una còpia de la de València, i s'han trobat fotografies on s'usava per part del Centre Valencianista d'Alcoi, així com va ser utilitzada en múltiples actes (sovint en companyia de la Senyera nua) pels valencianistes afincats a Catalunya. Amb l'aparició del valencianisme polític, i la seua evolució cap al nacionalisme a partir dels primers anys del segle xx, la Senyera coronada va ser considerada per aquests grups com una bandera nacional del País Valencià. Fruit d'açò és la Senyera Estrelada, una bandera de lluita apareguda en els anys 30 basada en d'altres com l'estelada catalana, que imitava la bandera de Cuba.
Així i tot, cal advertir que la Senyera coronada i la Senyera Reial van conviure sempre amb total naturalitat arreu del país, ja que la bandera del valencianisme no era antitètica als tradicionals símbols dels reis d'Aragó, presents a bastament per tots els territoris de la Corona. El fet que el nacionalisme català adoptés l'antiga Senyera reial com bandera de Catalunya, va provocar que la Senyera coronada, en aquell moment entesa com a símbol privatiu valencià, fos acceptada majoritàriament arreu del país, i no solament pels grups nacionalistes. Així, per exemple, acabada la Dictadura de Primo de Rivera, durant la qual estava mal vista, o quasi prohibida, la Senyera coronada va ser hissada als balcons de les diputacions provincials i als d'alguns ajuntaments del país, entre ells molt significativament els de les tres capitals provincials, cosa que va permetre que acabés presidint la proclamació de la República a València Ciutat en 1931. Aquest mateix any Alacant la va fer seua oficialment, afegint-hi, això sí, el seu escut. I fins i tot el llavors València F.C. va decidir modificar la seua bandera perquè per una banda es veiés l'escut del club sobre fons blanc, i per l'altra la Senyera valenciana. En 1928 es va jugar el primer partit que es coneix de la selecció valenciana de futbol, en què es va lliurar un banderí commemoratiu amb la Senyera valenciana a la selecció andalusa, i un altre exemple són els dos partits que van tenir lloc el 1936 entre les seleccions valenciana i catalana, on cada equip va lluir la seua Senyera. En aquest mateix any, a causa de l'estat de deteriorament en el qual es trobava la Senyera foral de l'Ajuntament, es va decidir fer-ne una reproducció facsímil. Aquesta còpia és la que encara actualment s'utilitza en la Processó Cívica de la ciutat de València el 9 d'octubre, i se'n van fer així mateix dues més, una que més tard va ser enviada per cobrir el taüt de Blasco Ibáñez al seu trasllat a València en 1933, que encara es conserva, i una tercera que va quedar al museu del Col·legi de l'Art Major de la Seda.

Senyera de lluita d'Esquerra Valenciana, el partit polític més important del nacionalisme valencià a la II República Espanyola, amb estrela roja socialista.

Durant els anys de la II República i el llarg debat estatutari, les posicions simbòliques valencianistes van anar assumint-se a poc a poc pel conjunt de la societat i per les forces polítiques estatals i regionalistes (com el blasquisme), gràcies al creixement en nombre i influència dels partits nacionalistes d'esquerra (com Esquerra Valenciana) i en menor mesura de dreta (com Unió Valencianista). Així la Senyera Coronada era present a la major part de les institucions, malgrat no ser-hi oficial per no haver-hi autonomia com a Catalunya, i mai faltava als actes polítics valencianistes, com ara les manifestacions i els aplecs arreu del país, sobretot al més conegut Aplec del Puig, però també a Alzira i Xàtiva entre d'altres. Amb tot, en aquests anys es va alçar alguna veu reivindicant la Senyera quadribarrada com a nacional, per exemple en diversos articles publicats al setmanari valencianista El Camí (1932-1934). De fet, els anys de la República i el desenvolupament del nacionalisme valencià són essencials en l'avanç de l'ús social de la Senyera coronada com bandera dels valencians, independentment de la ideologia personal. Així, durant la guerra civil la Senyera valenciana va estar molt present en la propaganda militar del bàndol republicà, tot i que normalment sense corona, com es pot veure a diversos cartells. I també fou hissada al castell d'Eivissa quan els republicans valencians prengueren la ciutat en agost de 1936, tal com havia promès el capità Manuel Uribarri a la delegació del Partit Valencianista d'Esquerra que li l'havia lliurada, cosa que indica la seua assumpció com bandera republicana.
Tanmateix, no sols era la bandera dels republicans. En febrer de 1939 el nou Ajuntament franquista de València va portar la Senyera oficial (la reproducció de 1928) a la desfilada d'entrada de les tropes franquistes a la ciutat de València, i uns mesos després també la va portar a la desfilada de la Victòria del bàndol rebel a Madrid, en la qual la Senyera coronada va presidir la desfilada junt a altres banderes de l'exèrcit espanyol. Així, es conta la història que en aquests anys les autoritats s'asseguraven, per exemple, que no s'utilitzés durant les Falles de València, i amenaçava els organitzadors amb un dia de presó per cada "bandera secessionista" que es mostrés als balcons dels carrers de la ciutat. Tanmateix, a poc a poc el règim franquista va anar desenvolupant un paper regionalitzador i folkloritzant de les cultures identitàries i la Senyera coronada va ser reinterpretada, igual que en el segle xix, com símbol regional per excel·lència. Així, per exemple, en 1943 es van reprendre les celebracions anuals del 9 d'octubre, de nou amb la Senyera coronada, però ara la comparsa de la desfilada estava composta bàsicament per grups fallers i elements folklòrics. Més endavant, als anys 60, el filòleg i historiador valencianista Manuel Sanchis Guarner convencé les autoritats franquistes perquè la Senyera coronada s'adoptés legalment com a bandera de la ciutat de València.

## La Senyera en l'actualitat: un símbol oficial
Des de l'aprovació de l'Estatut valencià, que la feia oficial, la Senyera Coronada oneja a tots els ajuntaments del país, continua havent-hi rebuig com a símbol de tot el País Valencià entre alguns partits minoritaris independentistes i d'esquerres, com ara ERPV o l'Esquerra Independentista i altres partits majoritaris d'esquerres com EUPV així com algunes reticències entre partits d'esquerra i nacionalistes, com ara Iniciativa del Poble Valencià i el BLOC, tot i que aquest darrer ha acceptat i normalitzat la senyera oficial des dels últims anys.

## Vegeu també

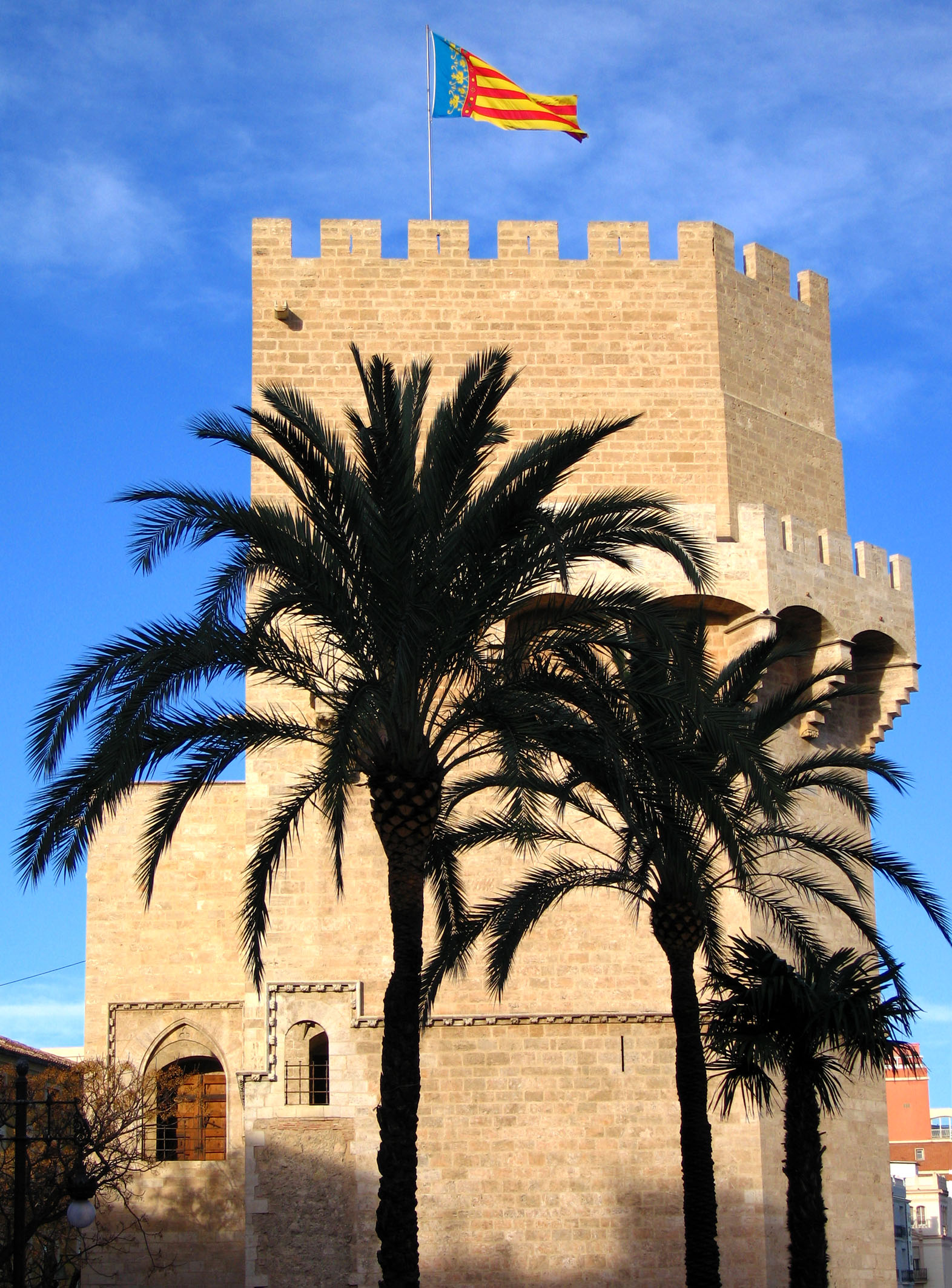
La Senyera oficial onejant a les Torres de Serrans.